# Meridiano 105 oeste
El meridiano 105 oeste de Greenwich es una línea de longitud que se extiende desde el Polo Norte atravesando el Océano Ártico, América del Norte, el Océano Pacífico, el Océano Antártico y la Antártida hasta el Polo Sur.
El meridiano 105 oeste forma un gran círculo con el meridiano 75 este.
| Coordenadas                         | País, territorio o mar | Notas                                                                                 |
| ----------------------------------- | ---------------------- | ------------------------------------------------------------------------------------- |
| 90°0′N 105°0′O / 90.000, -105.000   | Océano Ártico          |                                                                                       |
| 79°19′N 105°0′O / 79.317, -105.000  | Canadá                 | Nunavut - Isla Ellef Ringnes                                                          |
| 79°2′N 105°0′O / 79.033, -105.000   | Océano Ártico          |                                                                                       |
| 78°31′N 105°0′O / 78.517, -105.000  | Canadá                 | Nunavut - Isla Ellef Ringnes                                                          |
| 78°29′N 105°0′O / 78.483, -105.000  | Maclean Strait         |                                                                                       |
| 77°32′N 105°0′O / 77.533, -105.000  | Canadá                 | Nunavut - Isla Lougheed                                                               |
| 77°10′N 105°0′O / 77.167, -105.000  | Byam Martin Channel    |                                                                                       |
| 75°35′N 105°0′O / 75.583, -105.000  | Byam Channel           | Pasa justo al oeste de Isla Byam Martin, Nunavut, Canadá                              |
| 75°5′N 105°0′O / 75.083, -105.000   | Canal de Parry         | Viscount Melville Sound                                                               |
| 73°43′N 105°0′O / 73.717, -105.000  | Canadá                 | Nunavut - Isla Stefansson                                                             |
| 73°0′N 105°0′O / 73.000, -105.000   | Canal M'Clintock       |                                                                                       |
| 72°12′N 105°0′O / 72.200, -105.000  | Canadá                 | Nunavut - Isla Victoria                                                               |
| 68°53′N 105°0′O / 68.883, -105.000  | Golfo de la Reina Maud |                                                                                       |
| 68°35′N 105°0′O / 68.583, -105.000  | Canadá                 | Nunavut - Isla Melbourne y la parte continental Territorios del Noroeste Saskatchewan |
| 49°0′N 105°0′O / 49.000, -105.000   | Estados Unidos         | Montana Wyoming Colorado Nuevo México Texas                                           |
| 30°40′N 105°0′O / 30.667, -105.000  | México                 | Chihuahua Durango Nayarit Jalisco                                                     |
| 19°21′N 105°0′O / 19.350, -105.000  | Océano Pacífico        | Pasa justo al este de Isla Salas y Gómez, Chile                                       |
| 60°0′S 105°0′O / -60.000, -105.000  | Océano Antártico       |                                                                                       |
| 74°41′S 105°0′O / -74.683, -105.000 | Antártida              | Territorio no reclamado                                                               |